# Inner Secrets
Albums de Santana Band
Moonflower
(1977) Marathon
(1979)
Albums par Carlos Santana
Moonflower
(1977) Oneness, Silver Dreams, Golden Reality
(1979)
Singles
Inner Secrets est le 10e album studio du groupe rock latino Santana sorti en 1978.

## Historique
Inner Secrets marque le commencement d'une deuxième phase dans la carrière de Santana, durant laquelle il s'éloigne de la fusion rock en espagnol, jazz, rock/blues qui ont marqué la première partie de sa carrière, pour s'orienter vers des sonorités plus rock. Autre changement de personnel pour Santana, le claviériste Tom Coster qui avait remplacé Gregg Rollie depuis l'album Welcome de 1973 et ayant déjà joué le piano électrique sur une pièce de Caravanserai en 1972 a quitté et est remplacé par Chris Rhyne. Le guitariste Chris Solberg se joint au groupe et David Margen est toujours présent à la basse.

## Titres
1. Dealer/Spanish Rose (Capaldi/Santana) - 5:51
2. Move On (Santana, Rhyne) - 4:26
3. One Chain (Don't Make No Prison) (Lambert, Potter) - 7:13
4. Stormy (Buie, Cobb) - 4:46
5. Well All Right (Norman Petty, Buddy Holly, Allison, Mauldin) - 4:11
6. Open Invitation (Santana, Lambert, Potter, Walker, Margen) - 4:47
7. Life Is a Lady/Holiday (Lambert, Santana) - 3:48
8. The Facts of Love (Lambert, Potter) - 5:32
9. Wham ! (Santana, Lear, Peraza, Rekow, Escovedo) - 3:28

## Musiciens
- Carlos Santana : guitare, chœur
- Chris Solberg : guitare, chœur
- Greg Walker : chant
- Chris Rhyne : claviers
- David Margen : basse
- Graham Lear : batterie
- Armando Peraza : percussions, chœurs
- Raul Rekow : percussions, chœurs
- Pete Escovedo : percussions